# Paya Bakong (Julok)
Paya Bakong is een bestuurslaag in het regentschap Aceh Timur van de provincie Atjeh, Indonesië. Paya Bakong telt 263 inwoners (volkstelling 2010).